# Parviz Yahaghi
Parviz Yahaghi (پرویز یاحقی), né à Téhéran le 22 septembre 1936 et mort à Téhéran le 2 février 2007, est un violoniste et compositeur iranien de musique traditionnelle persane.

## Biographie
Son nom de naissance est Parviz Sedighi Parsi. Il reçoit surtout son éducation musicale de son oncle Hossein Yahaghi, violoniste et professeur de violon, et prend donc le nom de Yahaghi. Il joue, pendant sa jeunesse, devant de nombreux musiciens distingués qui étaient des amis de son oncle, dont l'un est le fameux professeur de violon, compositeur et musicologue, Abolhassan Saba (en), à qui l'on doit d'importantes améliorations dans la technique du violon de la tradition persane. Saba a publié un manuel de formation en deux volumes pour le violon en 1944-1945.
Dès sa vingtième année, Yahaghi fut employé pendant plusieurs années en tant que musicien à la radio d'État iranienne. Plus tard, dans les années 1960 à 1970, il a composé des centaines de pièces pour violon et deux pour des chanteurs célèbres en Iran :  Banan, Marzieh, Delkash, Pouran, Elahe, Homeyra, Mahasti, Dariush Rafei, Homayounpour, Iraj (Hossein Amiri Khajeh). ... 
Ces compositions ont été souvent produites dans le cadre de l'émission radiophonique Golha. 
La maîtrise de Yahaghi en violon, ses compositions, et le rôle de son directeur musical ont fait de lui une figure centrale de la musique persane de notre époque. Son violon est réglé d'une telle manière qu'il donne des résonances différentes et des sons extrêmement difficiles, par rapport à la technique européenne, avec des réglages différents.
Yahaghi avait déjà démissionné de la station de radio d'État lorsque la révolution islamique a éclaté en 1979. Il ouvre alors son propre studio d'enregistrement à Téhéran. Cependant de nombreux amis et collègues de Yahaghi quittent pour toujours le pays après la révolution. Lui-même décide de rester. Sa femme, Homeyra, l'une des chanteuses les plus célèbres d'Iran, s'installe définitivement aux États-Unis sans lui. Les révolutionnaires en effet avaient proscrit le chant féminin en solo. Elles ne pouvaient plus que jouer des instruments de musique ou bien chanter dans des chœurs. Yahaghi a été arrêté, interrogé par le nouveau régime, puis libéré. Pendant les années 1980 avec la guerre entre l'Iran et l'Irak, il a été invité par le régime à composer de la musique, surtout patriotique, mais a refusé. Il ne lui a pas été tenu rigueur, puisque après sa mort, certains de ses instruments de musique, son matériel d'enregistrement et d'autres accessoires ont été affectés comme bien national et historique.

## Discographie
Les enregistrements les plus largement distribués de Parviz Yahaghi sont peut-être les cinq volumes des Mélodies persanes, collection de cinq disques compacts. L'album en quatre volumes Mélodies pour violon est identique aux quatre premiers volumes des Mélodies persanes. Les autres albums de Yahaghi actuellement publiés incluent Toreh en deux volumes (deux disques compacts) ; Tooba (alias Tobi) en deux volumes ; Taravat en deux volumes, l'ensemble de trois volumes intitulé Musique classique iranienne dont les trois volumes sont appelés Ashk & Toulou, Vashem, et Faryad, et d'autres albums en version imprimée, comme Kimia, Saz-e Del, Mehr, Mahtab, et Raaz & Niyaz. Ces albums ne contiennent pas de chevauchement dans les données enregistrées avec eux-mêmes ou avec violon Mélodies de la collection[Quoi ?], bien que parfois on entend quelques thèmes récurrents étant retravaillés et rejoués. Tous ces albums sont uniquement instrumentaux (pas de chant) et seulement monophoniques. De nombreux enregistrements des débuts de Yahaghi sont en accompagnement de chanteurs et sont publiés sous le nom de ces derniers.
La collection Taknavazan, composée d'une quarantaine de disques compacts de musique instrumentale traditionnelle persane, met en vedette le violon (les caractéristiques Kamancheh sur environ un tiers du reste). Yahaghi joue du violon sur au moins une piste sur au moins vingt-cinq des quarante disques compacts (et les disques ont typiquement quatre pistes chacun).  Les autres violonistes dans la tradition persane qui sont présents dans cette collection sont Ali Tadjvidi ( علی تجویدی), Habibollah Badiei (حبیب الله بدیعی), Homayoun Khorram (همايون خرم), et Assadollah Malek (اسدالله ملک), qui étaient tous des étudiants d'Abolhassan Saba à Téhéran, et sont comparables à Yahaghi dans l'esthétique et la technique.

## Sources
- (en) Cet article est partiellement ou en totalité issu de l’article de Wikipédia en anglais intitulé « Parviz Yahaghi » (voir la liste des auteurs).